# 阿剌模忒堡
阿剌模忒堡（波斯语： [Alamūt] 错误：{{Transl}}：无法识别语言／字母代码 波斯语（帮助）），一译阿拉穆特堡，是里海南岸的一个古代城堡遗迹，位于今伊朗吉兰省境内，在厄尔布尔士山脉的3000米高峰之上，距离德黑兰约100公里。“阿剌模忒”在波斯语中意思是“鹰的巢穴”。
阿剌模忒堡在1090年起曾是伊斯兰教尼扎里派伊玛目的主城，由伊瑪目代理人哈桑·沙巴為城主，其組織后来又被稱为阿萨辛派，尼扎里派管理該處直到1256年为止。1256年，蒙古人攻陷阿剌模忒堡，摧毁了这座城堡，阿萨辛派政權遭到毁灭，伊瑪目與支持者流落在外。
如今，阿剌模忒堡的遗迹已被伊朗开发为旅游景点。

## 历代城主
1. 哈桑·沙巴 (Hasan-i Sabbah，1090–1124)
2. 布祖格·烏米德 (Kiya Buzurg-Ummid，1124–1138)
3. Muhammad (né Buzurg-Ummid?) (1138–1162)

在第四位以後都是由時任伊瑪目直接擔任城主。
1. Imam Hasan ‘Ala dhikrihi al-Salam (1162–1166)
2. Imam Nur al-din Muhammad (1166–1210)
3. Imam Jalal al-Din Hasan (1210–1221)
4. Imam ‘Ala al-Din Muhammad (1221–1255)
5. Imam Rukn al-Din Khurshah (1255–1256)